# Hüttenwerke Siegerland

Die Werke der Hüttenwerke Siegerland lagen im Wesentlichen östlich und südlich des Ruhrgebiets an Lenne, Ruhr und Sieg

Teilschuldverschreibung über 500 RM der Hüttenwerke Siegerland AG vom Dezember 1937

Die Hüttenwerke Siegerland (HWS) waren ein deutsches Montanunternehmen. Es handelte sich zunächst um eine Gruppe von Betrieben innerhalb der 1926 gegründeten Vereinigten Stahlwerke. Ein Schwerpunkt der Gruppe war die Blechproduktion. Im Zuge einer Umstrukturierung des Konzerns entstand 1933 unter anderem die Hüttenwerke Siegerland AG als Betriebsgesellschaft. Mit der Entflechtung des Mutterkonzerns Vereinigte Stahlwerke entstand 1952 ein eigenständiger Konzern. Dieser ging im Hoeschkonzern auf. Als Betriebsführungsgesellschaft wurde 1969 die Hoesch Siegerlandwerke AG gegründet. Die verbliebenen Betriebe gingen 1984 in der Hoesch Stahl AG auf.

## Teil der Vereinigten Stahlwerke
Im Laufe des Konzentrationsprozesses in der Montanindustrie gerieten eine Reihe von Betrieben des Siegerlandes und des Sauerlandes in den Besitz von größeren Konzernen insbesondere aus dem Ruhrgebiet. Mit diesen wurden sie 1926 Teil der Vereinigten Stahlwerke AG. In diesem wurden sie zur Gruppe Siegerland zusammengefasst. In den folgenden Jahren kamen weitere Betriebe hinzu. Dazu gehörte etwa die von Friedrich Flick geleitete Charlottenhütte mit zugehörigen Tochterunternehmen und Werke aus den Stumm- und Rombachkonzernen. Mit der Charlottenhütte kamen auch deren Bergwerksbesitz etwa die Grube Neue Haardt bei Weidenau sowie weitere Gruben bei Eisern und solche aus dem Kreis Altenkirchen zur Gruppe Siegerland. Zu dieser gehörten schließlich das Werk in Niederschelden, das Walzwerk Weidenau, das Sieghütter Eisenwerk, das Eichener Walzwerk mit den Tochterbetrieben in Kreuztal und Attendorn, die Firma Ax, Schleifenbaum & Mattner, die Firma Siegener Eisenbahnbedarf A. G. (SEAG) mit verschiedenen Betriebsstätten, die Alfredshütte und das Weißblechwerk Wissen sowie die frühere Hüstener Gewerkschaft. 
Im Zuge einer Neuorganisation der Vereinigten Stahlwerke wurden 1933 juristisch selbständig agierende Betriebsgesellschaften gegründet. In diesem Zusammenhang entstand die Hüttenwerke Siegerland AG. Dazu gehörten die Charlottenhütte, das Hochofen- und Weißblechwerk in Wissen, das Eichener Walzwerk, das Werk Hüsten, das Werk Nachrodt, das Meggener Walzwerk, das Werk Attendorn, das Werk Weidenau und eine Verzinkerei in Aschaffenburg.

## Nach dem Zweiten Weltkrieg
Im Zuge der Entflechtung der Vereinigten Stahlwerke nach dem Ende des Zweiten Weltkrieges wurde auch die bisherige Hüttenwerke Siegerland AG liquidiert. Unter demselben Namen wurde 1952 die Hüttenwerke Siegerland AG als eigenständiges Unternehmen gegründet. Neben den bisherigen Betrieben kamen noch die Friedrichshütte AG in Herdorf sowie die Blechwaren- und Faßfabrik Eichen-Attendorn GmbH mit Sitz in Kreuztal (später umfirmiert in Blefa, Blechwaren- und Fassfabrik GmbH) hinzu. 
Bereits 1957 gingen 35 % der Aktien an Thyssen und 51,8 % an die Dortmund-Hörder Hüttenunion AG über. 
Im Geschäftsjahr 1956/57 lag das Grundkapital bei 46 Millionen DM. Der Umsatz erreichte 468 Millionen DM. Die Rohstahlproduktion betrug 353.200 t und die Feinblechproduktion 667.300 t. Gegenüber dem Vorjahr war der Anteil an der Feinblechproduktion in der Bundesrepublik Deutschland von 12,2 auf 10,8 % gesunken. Die Belegschaft betrug 10.148 Beschäftigte.
Die Dortmund-Hörder Hüttenunion übernahm 1961 auch die Anteile von Thyssen und besaß nunmehr 86 % der Anteile an den Siegerländer Hüttenwerken. Es kam 1966 zu einer Zusammenarbeit zwischen Dortmund-Hörder Hüttenunion AG, der niederländischen Koninklijke Nederlandsche Hoogovens en Staalfabrieken und der Hoesch AG. Damit wurden auch die Siegerländer Hüttenwerke faktisch Teil des Hoeschkonzerns. Im Jahr 1969 wurden die Siegerländer Hüttenwerke als Betriebsführungsgesellschaft in die Hoesch AG auch rechtlich eingegliedert und firmierte nun unter Hoesch Siegerlandwerke AG. Im Jahr 1973 wurde diese mit den Hoesch Trierer Walzwerken mit Betrieben in Dortmund, Hamm, Wuppertal, Hohenlimburg und Trier zusammengeschlossen. Im Jahr 1980 kam die Siegener AG mit mehreren Betriebsstätten hinzu. Dem folgte 1984 der Zusammenschluss mit der Hoesch Hüttenwerke AG zur Hoesch Stahl AG mit Sitz in Dortmund.  
Das Unternehmensarchiv der Hüttenwerke Siegerland AG befindet sich heute als Bestand F65 im Westfälischen Wirtschaftsarchiv in Dortmund.